# The Future
Albums de Leonard Cohen
I'm Your Man
(1988) Ten New Songs
(2001)
The Future est le neuvième album studio du chanteur canadien Leonard Cohen, sorti en 1992. Il remporte un succès certain. En effet, presque chaque chanson est apparue d'une manière ou d'une autre dans un film hollywoodien remarqué (dont Tueurs nés pour les chansons Waiting for the Miracle, Anthem et The Future).

## Liste des titres
Toutes les chansons sont écrites et composées par Leonard Cohen, sauf mention contraire.
| No | Titre                         | Auteur                | Durée |
| -- | ----------------------------- | --------------------- | ----- |
| 1. | The Future                    |                       | 6:41  |
| 2. | Waiting For The Miracle       | Cohen/Sharon Robinson |       |
| 3. | Be For Real                   | Frederick Knight      |       |
| 4. | Closing Time                  |                       |       |
| 5. | Anthem                        |                       |       |
| 6. | Democracy                     |                       |       |
| 7. | Light As The Breeze           |                       |       |
| 8. | Always                        | Irving Berlin         |       |
| 9. | Tacoma Trailer (Instrumental) |                       |       |

## Personnel
- Leonard Cohen – chant, violon, saxophone, production
- Bob Metzger, Paul Jackson Jr., Dean Parks, Dennis Herring – guitare
- Freddie Washington, Bob Glaub, Lee Sklar – basse
- Steve Lindsey, Greg Phillinganes, Jeff Fisher, Randy Kerber, John Barnes, Jim Cox, Mike Finnigan, Stephen Croes – claviers
- Steve Meador, James Gadson, Vinnie Colaiuta, Ed Greene – batterie
- Lenny Castro – percussions
- David Campbell – arrangements et direction de l'orchestre
- Brandon Fields, Lon Price – saxophone ténor
- Greg Smith – saxophone baryton
- Lee Thornburg – trompette, trombone
- Bob Furgo – violon
- Anjani Thomas, Jacquelyn Gouche-Farris, Tony Warren, Valerie Pinkston-Mayo, Julie Christensen, Perla Batalla, David Morgan, Jennifer Warnes, Edna Wright, Jean Johnson, Peggi Blu – chœurs
- The L.A. Mass Choir – chœurs; dirigé par Donald Taylor
- Jennifer Warnes - chant

## Classements et Certifications
| Classement                    | Meilleure position |
| ----------------------------- | ------------------ |
| Allemagne (Media Control AG)  | 79                 |
| Autriche (Ö3 Austria Top 40)  | 5                  |
| Norvège (VG-lista)            | 3                  |
| Nouvelle-Zélande (RIANZ)      | 42                 |
| Pays-Bas (Mega Album Top 100) | 56                 |
| Royaume-Uni (UK Albums Chart) | 36                 |
| Suède (Sverigetopplistan)     | 5                  |
| Suisse (Schweizer Hitparade)  | 21                 |

| Pays        | Association | Certification | Ventes/Équivalences |
| ----------- | ----------- | ------------- | ------------------- |
| Canada      | CRIA        | 2x platine    | 200 000             |
| Royaume-Uni | BPI         | argent        | 60 000              |
| Suède       | GLF         | or            |                     |